# Faxe (birra)
Faxe è un marchio di birra danese. La gamma comprende diverse tipologie ma la più nota è sicuramente la Faxe Premium, una lager chiara di malto e luppolo a bassa gradazione alcolica (5%). Questa birra è particolarmente celebre per essere venduta al pubblico anche in lattine da un litro.

## Storia
Il birrificio fu fondato nel 1901 nella città di Faxe, da cui prese il nome (Fakse Dampbryggeri), da Nikoline e Conrad Nielsen. Alla fine degli anni venti l'azienda, rinominata FAXE Bryggeri, si dedicava alla produzione della birra e di bevande analcoliche che distribuiva soprattutto nelle regioni danesi della Selandia e dell'Hovedstaden. Col passare del tempo crebbe la popolarità della birra prodotta dalla fabbrica e si rese necessaria la perforazione di un pozzo profondo 80 metri per garantire l'approvvigionamento d'acqua necessario alla produzione. Nel secondo dopoguerra l'azienda crebbe costantemente e i suoi prodotti raggiunsero un mercato sempre più ampio.
Nel 1989 la FAXE Bryggeri si fuse con la Jyske Bryggerier dando vita al secondo più importante birrificio danese, conosciuto col nome di Royal Unibrew.
Attualmente la birra Faxe è venduta in 16 paesi differenti.

## Prodotti
- Faxe Premium, lager, 5% vol.
- Faxe 10%, 10% vol.
- Faxe Strong, 10% vol.
- Faxe Royal Strong, 8,4% vol.
- Faxe Amber, 5% vol., lager scura.
- Faxe Royal Export, 5,6% vol.
- Faxe Red, 5% vol., birra rossa aromatizzata.
- Faxe Festbook, 7,7% vol.
- Faxe IPA, 5,7% vol.
- Faxe Free, analcolica.